# شين رين أه
شين رين أه (بالكورية: 신린아)‏ هي ممثلة كورية جنوبية، ولدت يوم 14 مايو 2009 في سول في كوريا الجنوبية.

## روابط خارجية
- شين رين أه على موقع IMDb (الإنجليزية)
- شين رين أه على موقع قاعدة بيانات الفيلم (الإنجليزية)